# پارک عشاق

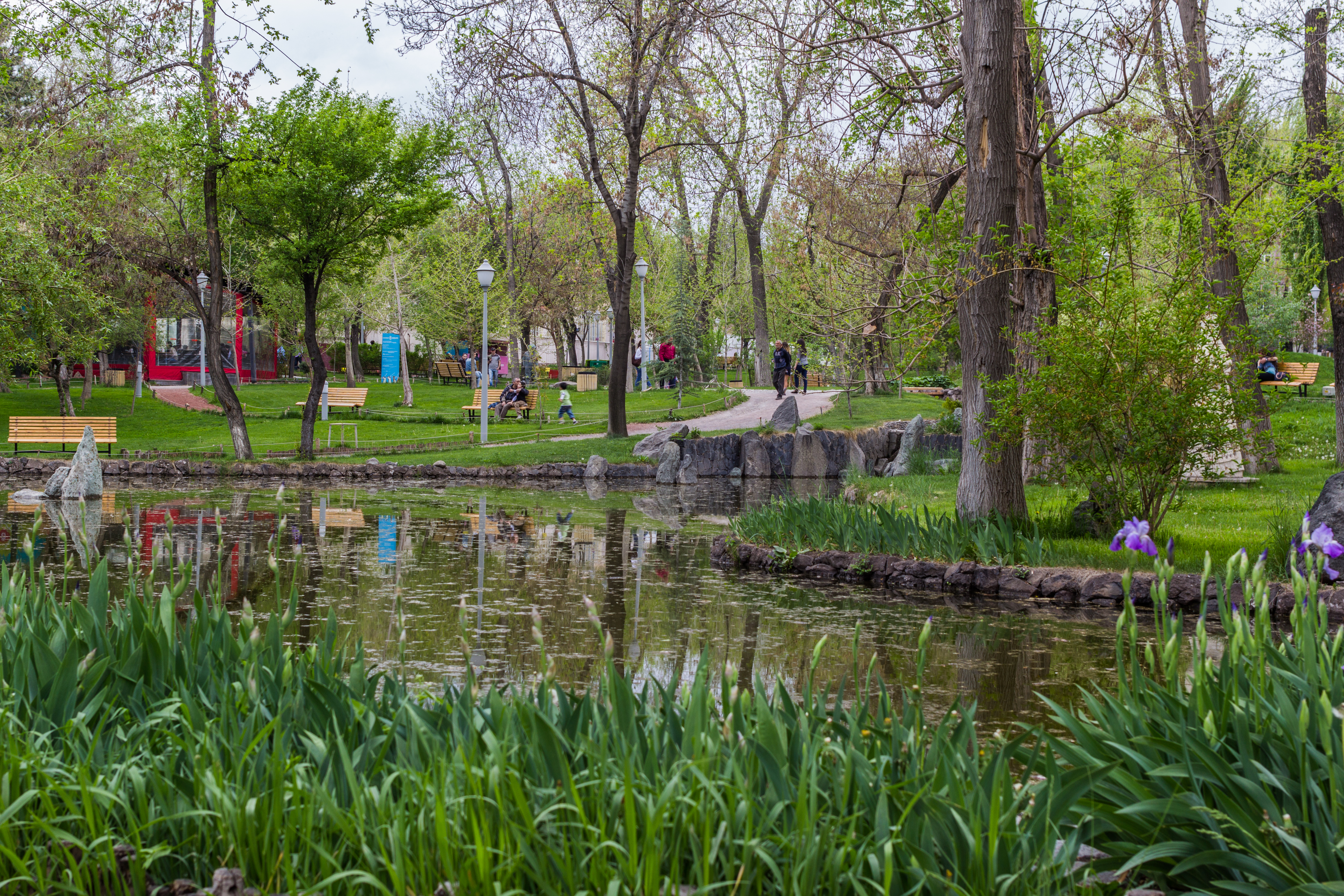

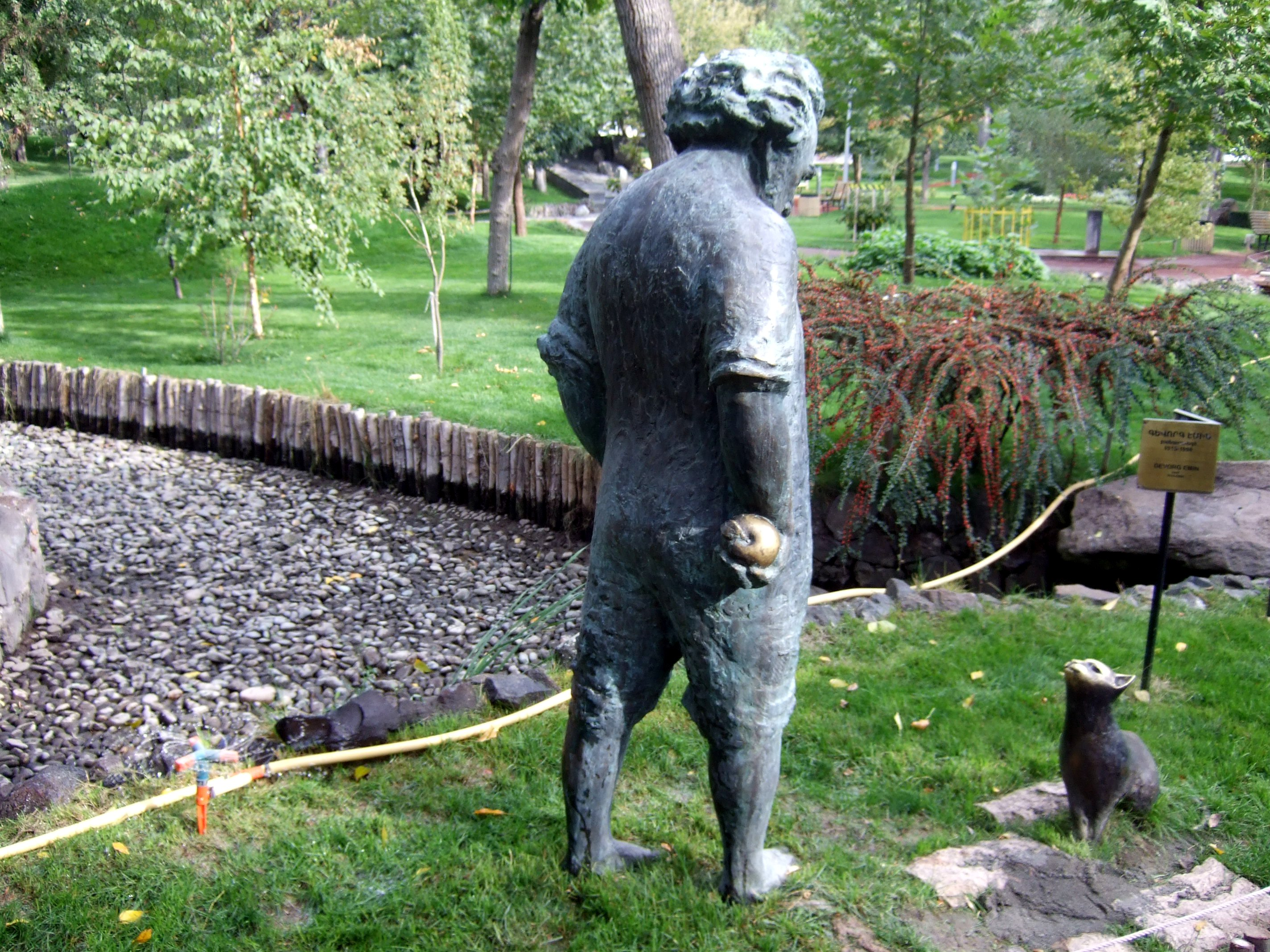
تندیس گئورگ امین

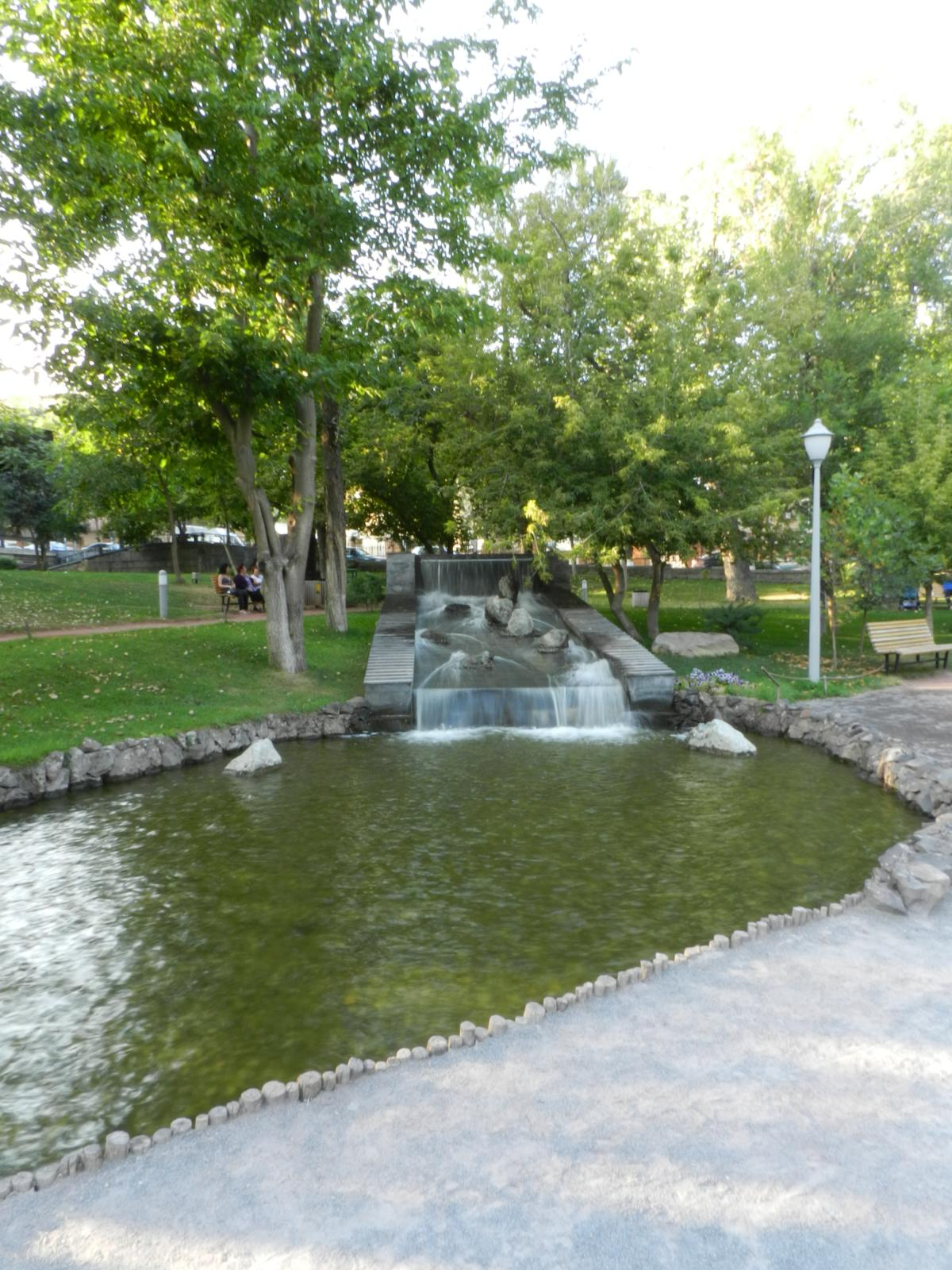
نمایی از پارک

پارک عشاق (ارمنی: Սիրահարների Այգի Siraharneri Aygi) یک پارک عمومی در ایروان ارمنستان می‌باشد و در خیابان باقرامیان واقع شده‌است؛ و مساحت آن ۲٫۵ هکتار در مرکز ناحیه کنترون احاطه کرده‌است. این پارک در بین سال‌های ۲۰۰۵ و ۲۰۰۸ با تلاش‌های آلبرت بوغوسیان سرپرست بنیاد بوغوسیان به‌طور کامل باسازی شده و در نوامبر ۲۰۰۸ بازگشایی شده‌است.

Total area: 1.6 hectare.
Green area: 1.05 hectare.
Number of trees: 370.
Water surface: 0.11 hectare.
Number of waterfalls: 4.